# Göltzschtalbrücke
Göltzschtalbrücke (Göltzschdalsbron) är en järnvägsbro i Sachsen, Tyskland nära Reichenbach im Vogtland. Bron är världens största tegelstensbro och är en del av järnvägslinjen Leipzig-Hof.
Bron är 574 m lång och som mest 78 m hög. Den byggdes mellan 1846 och 1851 och mer än 26 miljoner tegelstenar krävdes för att bygga bron.
Bron används fortfarande för järnvägstrafik och sträckan Reichenbach-Hof elektrifierades 2012 och då även Göltzschtalbrücke.

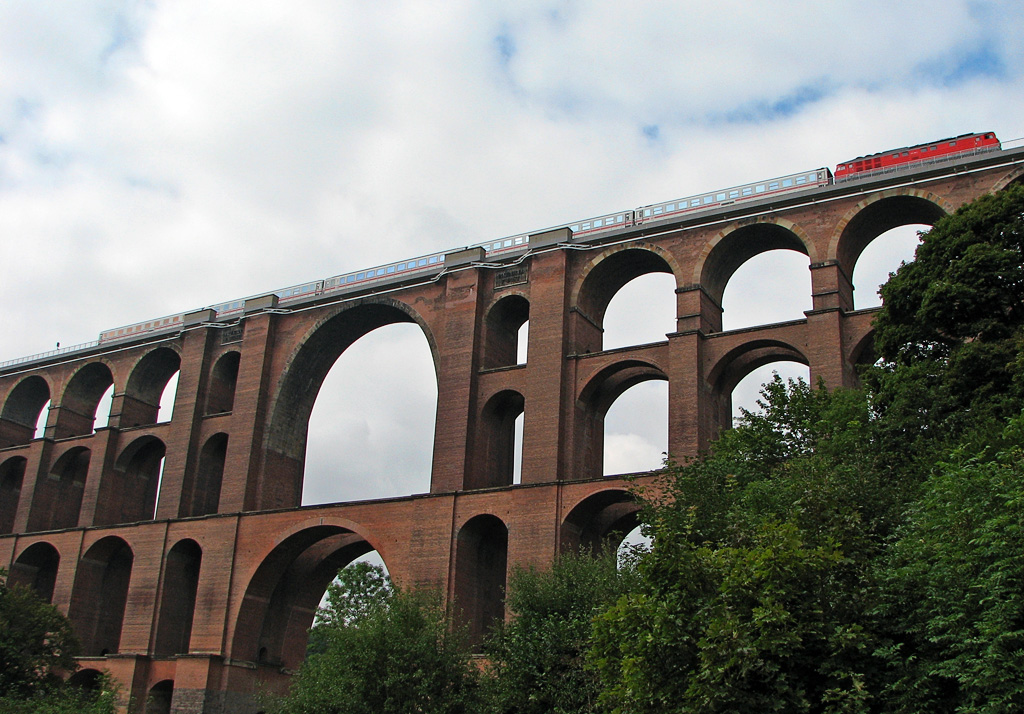
Ett tåg passerar bron
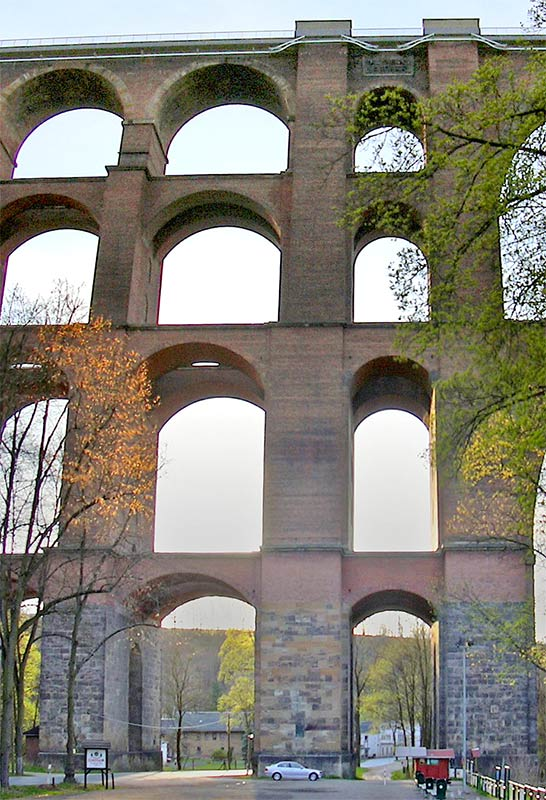
Bron jämfört med en bil
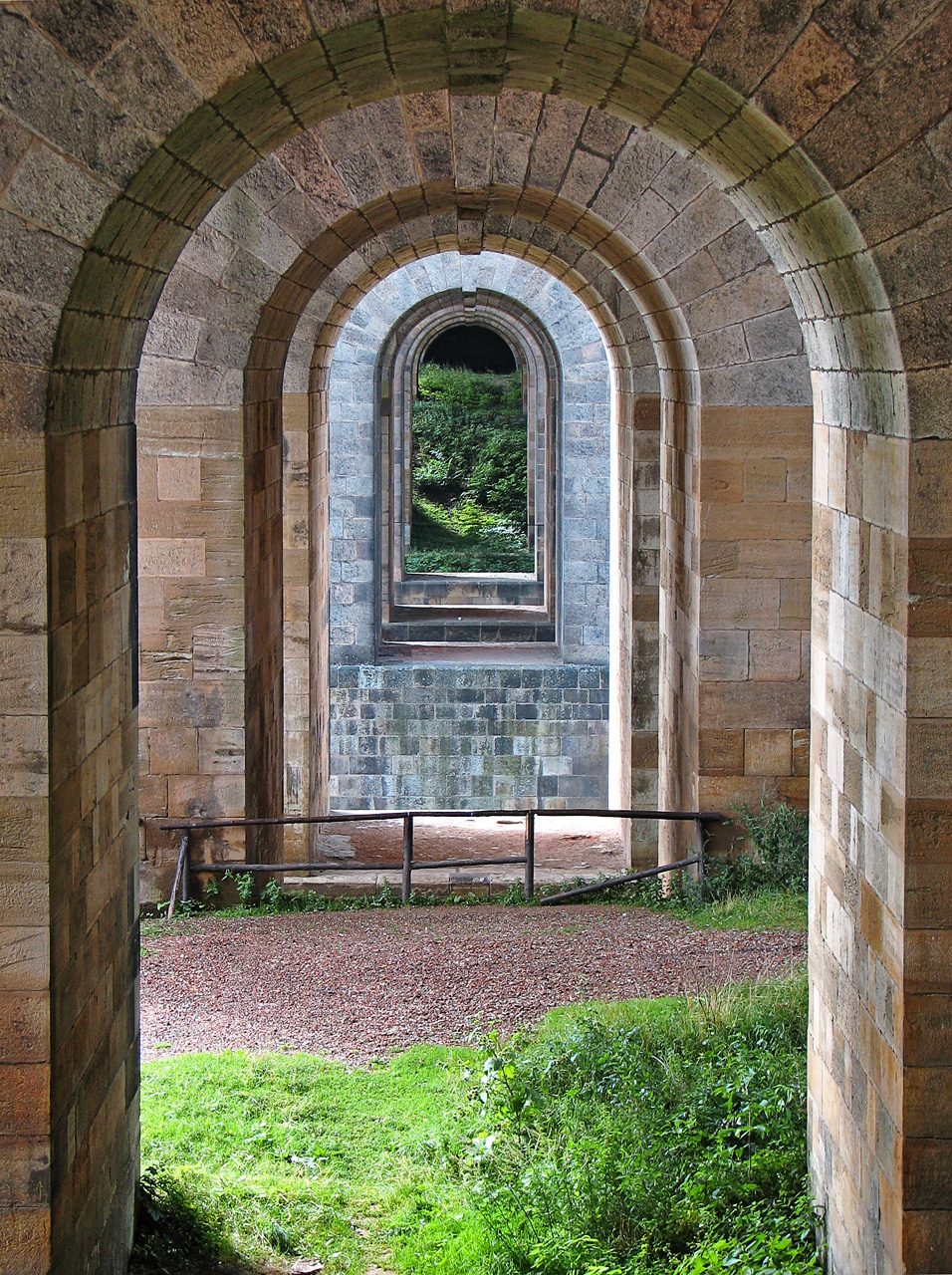
Brovalven